# 開禧用兵
開禧用兵（かいきようへい）は、南宋の韓侂冑が開禧2年（金:泰和6年/1206年）に行った金への北伐。開禧北伐（かいきほくばつ）とも。

## 概要
趙汝愚とともに寧宗擁立に尽力した外戚出身の武官の韓侂冑は、趙汝愚を罪に陥れて追放し、続いて趙汝愚派とされた朱熹を中心とする道学を弾圧した（慶元の党禁）。韓侂冑は知閣門事、次いで枢密都承旨という必ずしもその地位は高くないものの、皇帝に近侍できる役職に留まり、人事や政策面における皇帝の意思決定過程に関与することで実際の権力を行使した。その結果、宰相などの要職は韓侂冑を支持する者が占め、反対に出世を期待して彼にすり寄る人々が相次いだ。当然、こうした手法に対する反発も内外で高まっていった中、嘉泰3年（1203年）頃から韓侂冑は慶元の党禁によって傷ついた自らの名誉回復のために、北伐を計画し始めた。
折しも、金が北方においてモンゴルの台頭に動揺しているとの情報が入り、張巌・辛棄疾らを国境地帯に派遣している。こうした動きは金側も察知しており、襄陽の榷場を閉鎖して情報の漏洩を防止する措置をとった。
嘉泰4年（1204年）に入ると、5月にかつて金との講和に反対して処刑された将軍岳飛に鄂王の称号が贈られ、11月頃から宋金両軍が国境でたびたび小競り合いを行うようになる。開禧元年（1205年）7月、それまで高位高官に任命されるのを避け続けた韓侂冑は、平章軍国事に任ぜられ、名実ともに南宋の最高実力者となった。一方、無二の腹心であった蘇師旦を知閣門事に任じて、従来の自らの役割を代替させた。蘇師旦は鄧友竜とともに韓侂冑に金との開戦を勧めた一人であった。開禧2年（1206年）4月、それまで宋軍の侵入に対して自重を続けていた金の章宗が南宋を討つべしとする詔勅を発し、5月7日には南宋の寧宗も対金戦争の詔勅を公式に発した。
韓侂冑は靖康の変以来の反金感情、そして儒学者の間で根強かった大義名分論からすれば、北伐は当然内外の支持を受けると考えており、先の慶元の党禁で追放された人々の一部（葉適・薛叔似ら）を復職させるなどの工作も行った。ところが、南宋の世論は反金論が強い一方で、それはあくまでも防衛力の強化などの「主守」の立場を支持していた。実際に南宋側からの北伐を支持したのは陸游や辛棄疾などわずかで、多くの文武官が北伐への関与に消極的な立場を採った結果、最前線には少数の北伐支持の文官を配置するなどの苦境に立たされた。また、本格的開戦以前の小競り合いの段階では宋軍優位に進んでいたものの、金側も一旦宋との戦いを決意すると、積極的な攻勢に転じて各地で宋軍を打ち破った。そして最大の痛手は、金領から見て側面に当たる四川を守り、韓侂冑がもっとも戦力として期待していた呉曦が、金と通じて叛乱を起こしたことであった。
こうした状況で、開戦から半年後の開禧2年11月には、南宋と金との間で講和交渉が行われた。金側は、開戦の責任者として韓侂冑の引き渡しを求めた。韓侂冑はこれに驚いて、この戦いは蘇師旦や鄧友竜によって開始されたもので自分は無関係であることを主張したが、金側は南宋の軍隊が韓侂冑の命令なくして動けるわけがないと相手にせず、かえって韓侂冑の首級が講和の最大の条件であるとした。焦った韓侂冑は、交渉担当者や前線の指揮官を交替させて巻き返しを図ったが、いずれも事態の打開にはつながらず、南宋の宮廷内でも韓侂冑の首級なくして講和は成立しがたいという意見が占めていった。
そして開禧3年（1207年）11月3日、礼部侍郎史弥遠らによって韓侂冑が暗殺され、4日後には蘇師旦も殺害された。韓侂冑らの首級を引き渡したことによって交渉が進展し、嘉定元年（金:泰和8年/1208年）に講和が成立、同年9月22日に南宋は講和を天下に宣した。